# Energía solar en Alaska

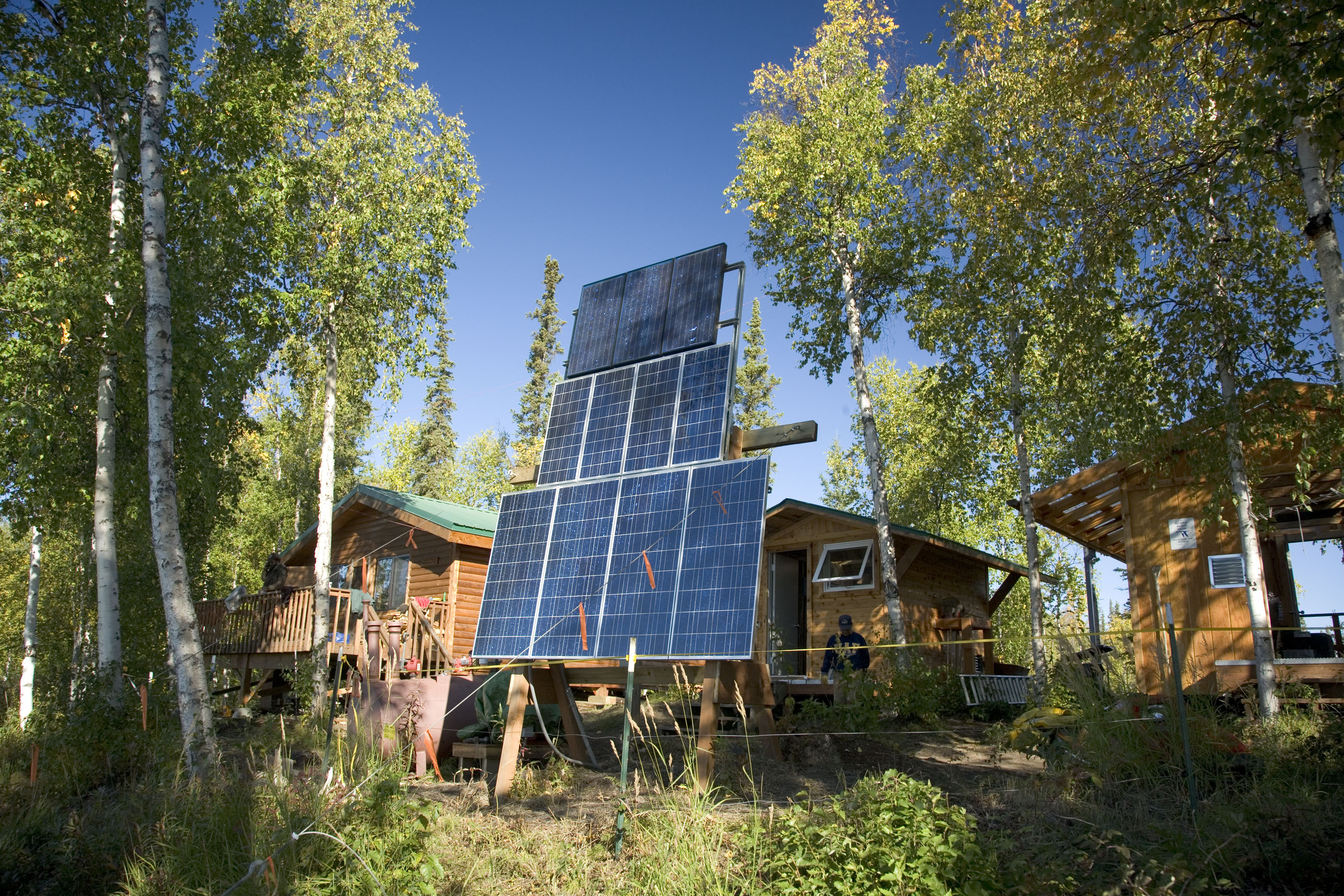
Paneles solares en el Refugio Nacional de Vida Silvestre Kanuti.

La energía solar en Alaska se ha utilizado principalmente en lugares remotos,  como el Nenana Teen Center  cerca de Fairbanks, donde los largos días de verano proporcionan la mayor parte de la electricidad generada.   En 2015, Alaska ocupó el puesto 45 en energía solar instalada entre los estados de EE. UU.  Los paneles solares en los tejados podrían proporcionar el 23% de toda la electricidad utilizada en Alaska.  La medición neta está disponible para sistemas fotovoltaicos de hasta 25 kW pero está limitado al 1,5% de la demanda media.  Las mejores prácticas del IREC, basadas en la experiencia, recomiendan no limitar la medición neta, individual o agregada, y la renovación perpetua de los créditos de kWh. 
En 2011, el panel solar más grande de Alaska fue el de 17,28 Conjunto de kW instalado en un edificio en Anchorage.   Un panel solar de 12 kW instalado en Lime Village en julio de 2001 ayudó a reducir los costos de electricidad.  
La insolación anual y, por tanto, la producción de energía por capacidad instalada en Alaska es similar a la de Europa central, donde Alemania se convirtió en líder mundial en el uso de energía solar alrededor de 2010.

## Estadísticas
| 2010 | <0,1 |      |       |
| 2011 | <0,1 |      |       |
| 2012 | <0,1 |      |       |
| 2013 | 0,2  | 0,2  | >100% |
| 2014 | 0,39 | 0,21 | 20%   |
| 2015 | 0,72 | 0,33 | 85%   |
| 2016 | 0,95 | 0,23 | 32%   |
| 2017 | 1,75 | 0,8  | 84%   |
| 2018 | 2.78 | 1.23 | 70%   |
| 2019 | 7,78 | 5    | 180%  |
| 2020 | 12.1 | 4.32 | 56%   |
| 2021 | 15.4 | 3.3  | 27%   |
| 2022 | 18   | 2.6  | %     |